# Mai Đức Nghị
Mai Đức Nghị (? – 1801) là một võ tướng đã theo chúa Nguyễn Ánh từ những ngày đầu tiên(vua Gia Long sau này) và là một trong số các vị khai quốc công thần nhà Nguyễn và được phối thờ ở Thế miếu.

## Cuộc đời
Mai Đức Nghị là con nhà danh giá, cha là Mai Đức Thúc, người huyện Hương Trà, phủ Thừa Thiên. Đức Thúc trước làm quan đến chức Hàn lâm viện, vì con là công thần nên lúc mất (năm 1801) được Nguyễn Ánh tặng làm Quang Lộc thượng đại phu, Chính doanh cai bạ.
Nghị là người có hạnh kiểm và rất biết lễ, trước theo chúa Nguyễn đi vào Nam làm chức Cai đội túc trực.

### Vào Nam
Tháng 3 (âm lịch) năm Ất Tỵ (1785), Nghị cùng các tướng quân và binh lính hơn 200 người theo chúa Nguyễn Ánh sang Xiêm lánh nạn. Năm Mậu Thân (1788), Nguyễn Ánh lấy lại được Gia Định, Nghị được thăng Trung quân thuộc nội cai đội.
Tháng giêng năm Quý Sửu (1793), Mai Đức Nghị được thăng làm Vệ úy Ban trực tả vệ Thần sách. Năm Ất Mão (1795), Nghị đem chiến thuyền theo Trương Phúc Luật đi đánh giặc. Tháng 2 (âm lịch) năm Đinh Tỵ (1797), Nghị được kiêm quản ba vệ Ban trực tuyển phong tả, Dương võ, Hùng võ. Tháng 6 (âm lịch) năm Mậu Ngọ (1798), Vệ úy vệ Ban trực tả Mai Đức Nghị được gia thăng làm Chánh thống Hậu đồn.
Năm Kỷ Mùi (1799), Nghị theo vua đi đánh Quy Nhơn, cai quản hơn 50 chiếc sai thuyền hộ vận lương thực đến kho tạm ở Cù Huân, rồi theo Lê Văn Duyệt tiến đến Tân Quan, chia đóng nơi yếu hiểm để ngăn chặn ngoại viện của giặc.
Tháng 3 (âm lịch) năm Canh Thân (1800), Nghị được thăng làm Đô thống chế Hậu doanh quân Thần sách, cai quản 5 vệ là Ban trực tả, Tuyển phong hậu Quản vũ, Cường uy, Tráng vũ. Tháng 6 (âm lịch) năm đó, thuyền của Nguyễn Ánh tiến đóng ở cửa biển Cù Mông (Phú Yên), các tướng Nguyễn Huỳnh Đức, Phạm Văn Nhân, Tống Viết Phúc cùng Mai Đức Nghị chia quản các hạng thuyền ghe giữ cảng Cù Mông. Tháng 8 (âm lịch), Nghị được giao cho quản 4 vệ là Kiên uy, Phấn võ thuộc Tiềm dinh, Tuyển phong tả và Võ uy thuộc Hữu dinh.

#### Qua đời
Tháng chạp năm Canh Thân (dương lịch đã là năm 1801), Đô thống chế Mai Đức Nghị qua đời, không rõ bao nhiêu tuổi. Nghị được đưa về Gia Định an táng, nhu phí chôn cất, tế lễ đều được chúa hậu cấp cho cả. Trước kia Nghị theo xa giá sang Xiêm, trong lúc bôn ba, các tòng thần như Nguyễn Văn Thành, Lê Văn Duyệt nói năng hành động nhiều lúc không giữ lễ độ, Đức Nghị ở sau thuyền, mình mặc áo rách mà lui tới vâng thưa, chưa từng thất lễ, rất được chúa quý trọng.

### Thời Gia Long
Khi lấy lại được thiên hạ, vua Gia Long từng dụ bảo hoàng tử Đảm (vua Minh Mạng sau này) rằng: "Trước kia ta còn bôn ba, những bề tôi theo hầu lắm kẻ hoảng hốt nhầm lẫn, duy một mình Đức Nghị là giữ được lễ độ, không vì điên bái vội vàng mà đổi thái độ của mình. Thời xưa Triệu Tương tử bàn việc thưởng công cho những người có dự trận Tấn Dương thì cho Cao Hách là bậc nhất. Trương Mạnh Đàm nói: "Cao Hách ở trong thành bị vây, chưa nghe thấy có bày được một chước gì hay làm được một việc gì, mà chiếm công đầu, nhận thưởng lớn, tôi trộm không hiểu". Tương tử nói: "Ta trong khi khốn ách, nhiều người hoảng hốt nhầm lẫn, chỉ một mình Cao Hách cử động kính cẩn, không mất cái lễ độ của người bề tôi. Công lao thì cần ở ngày nay, mà lễ độ thì để lại muôn đời, như thế thì Cao Hách được phần thưởng trên chẳng là đáng sao?". Nay Đức Nghị một lòng cẩn trọng, không kém gì Cao Hách, ta rất quý".
Tháng 4 (âm lịch) năm Gia Long thứ 1 (1802), Đô thống chế Mai Đức Nghị được truy tặng làm Dực vận Công thần, Đặc tiến Khai phủ Phụ quốc Thượng tướng quân, Thiếu bảo Nghị Quận công; cho tên thụy là Trung Liệt.
Trấn Phú Yên dựng đền Hiển Trung ở Hòn Nần (trong đầm Cù Mông) để thờ Mai Đức Nghị và những người chết trận, cả thảy 526 người. Đức Nghị và 4 vị tướng Tôn Thọ Vinh, Võ Đình Nhai, Nguyễn Hữu Nghị, Nguyễn Văn Cẩm được thờ ở gian chính giữa.
Năm thứ 3 (1804), tháng 4 (âm lịch), con trai của Mai Đức Nghị là Mai Đức Nho mỗi tháng được cấp 5 quan tiền và 4 phương gạo. Tháng 6 (âm lịch) năm đó, cho đặt bài vị của Thiếu bảo Quận công Đức Nghị ở gian tả thứ nhất ở đền Hiển Trung (Gia Định).
Năm thứ 6 (1807), vua định 5 bậc Công thần Vọng Các chết trận, Đức Nghị và 5 người là Châu Văn Tiếp, Tôn Thất Hội, Võ Di Nguy, Tống Viết Phước và Đỗ Văn Hựu được xếp vào bậc nhất. Năm thứ 9 (1810), Đức Nghị được thờ ở miếu Trung hưng công thần.
Năm thứ 16 (1817), Mai Đức Nho, con của Đức Nghị, được ấm thụ chức Kiêu kỵ đô úy. Năm thứ 17 (1818), Nho lấy Đức Hòa Công chúa Ngọc Ngoạn (con gái thứ sáu của Gia Long), được phong làm Phò mã Đô úy, nhưng phò mã Nho mất ngay vào năm đó, để công chúa sớm chịu cảnh góa chồng không con.

### Thời Minh Mạng
Năm Minh Mạng thứ 5 (1824), tháng 5 (âm lịch), Nghị Quận công Đức Nghị được và 11 vị công thần khác được tòng tự ở Thế miếu. Lúc đình thần bàn việc các bầy tôi được thờ phụ, không nhắc đến Đức Nghị, vua Minh Mạng bảo rằng: "Khi Mai Đức Nghị theo đi thực biết giữ được tiết làm tôi, điên bái không biến đổi, rất được tiên đế có lòng thương nhớ. Trẫm quỳ nghe tiếng đạo đức, nay hãy còn ở bên tai, nên cho Nghị được thờ phụ, để biểu dương công lao trước".
Năm thứ 12 (1831), quận công Đức Nghị được tấn tặng làm Tá vận công thần, Tráng võ tướng quân, Thần sách quân Hậu dinh Đô thống, Thiếu bảo, đổi tên thụy là Cung Cẩn, tước phong Vĩnh Lại hầu.
Mai Đức Nho trước lấy công chúa Ngọc Ngoạn, nhưng rồi mất ngay năm đó, hai người không có con. Phò mã Nho có với thứ thất một con trai tên là Trực, Trực được tập phong làm Vĩnh Lại tử.